# The Skerry
The Skerry ("Skäret") är ett litet skär drygt 400 meter söder om Fair Isle, söder den brittiska ögruppen Shetlandsöarna. The Skerry reser sig 1 meter över havet.